# 原大日本武德會社宅
原大日本武德會社宅位於台南市佳里區，是大日本武德會在北門郡經營鹽場時所建的日式建築。

## 簡介
日治時期，大日本武德會以武德株式會社的名義在北門郡購置土地、投資鹽田事業，於是在佳里街興建社宅。戰後則作為警察局長宿舍保留至今。
原大日本武德會社宅在空間格局、建築技法上保存完整的日式住宅特色，如座敷、居間、付書院、欄間、戶袋以及毛玻璃。面向庭園處，以回字型廊道串連各空間，富有趣味。為順應台灣氣候，也設置格子窗與上下雙層透氣窗保持通風。

## 軼事
2020年，有位日籍婦女依據亡夫遺物上的文字「1935年台灣台南州北門郡佳里街佳里1610番地」，至佳里尋訪丈夫生活故址，發現其可能為日治時期警察副主官的廳舍（即現原大日本武德會社宅），因此其夫有可能是當時日本駐台南的警察副主官。